# Аугусто Арас
Антонио Аугусто Брандао де Арас (на португалски: Antônio Augusto Brandão de Aras) е бразилски юрист, професор по право и главен прокурор на Бразилия в продължение на два последователни мандата между 26 септември 2019 г. и 26 септември 2023 г.
Бакалавър по право на Католическия университет на Салвадор, магистър по икономическо право на Федералния университет на Баия и доктор по конституционно право на Папския католически университет в Сао Пауло, Арас преподава електорално и частно право в Университета на град Бразилия. Работи в системата на Прокуратурата на Бразилия от 1987 г.
На 5 септември 2019 г. е номиниран за главен прокурор на Бразилия от президента Жаир Болсонаро, въпреки че името му не е в листата от трима кандидати за поста, предложени от членовете на Прокуратурата. Въпреки това номинацията на Арас е одобрена от Федералния сенат на 25 септември същата година.

## Биография
Аугусто Арас е роден на 4 декември 1958 в Салвадор, щата Баия. Още докато е дете, семейството му се мести във Фейра де Сантана, Баия, където Арас завършва средното си образование. Завръща се в Салвадор, за да учи в Юридическия факултет на Католическия университет.
През 1987 г. става част от Прокуратурата, след като издържа приемен изпит за длъжността. Две години по-късно става преподавател в Юридическия факултет на Федералния университет в Баия, а понастоящем е професор в Университета на град Бразилия, където преподава електорално и частно право През 2000 г. завършва магистратура по икономическо право във Федералния университет на Баия, а през 2005 г. защитава докторска степен в Папския католически университет в Сао Пауло. Тезите, изложени в докторката му дисертация за партийния представителен мандат и партийната преданост, се възприемат и цитират в практиката на Върховния федерален съд на Бразилия.
През 1992 г. се жени за Мария дес Мерседес де Кастро Гордию, която е главен подпрокурор, от която има двама сина и три доведени дъщери.

## Юридическа кариера
Аугусто Арас е заемал длъжностите финансов прокурор и юридически одитор към Сметната палата на щата Баиа.
Бил е член на правната комисия към Министерството на правосъдието на Бразилия, която изработва проектозакон за нов тип съдебно производство – т.нар. обществен граждански иск. През 2009 г. участва в проучване за реформа в изборния процес като член на работна група, състояща се от юристи – преподаватели в Университета на град Бразилия, членове на сената и на Федералното бюро на Бразилската адвокатска колегия. Освен това работи като експерт в Журнала на Президентството и в редакторския съвет на Журнала на Регионалния федерален съд на Първи регион.

### Кариера в системата на Прокуратурата
През 1987 г. Аугусто Арас става член на Федералната прокуратура на Бразилия след успешно издържан изпит за длъжността федерален прокурор. Бил е член на Първа камара за координация и ревизия по конституционна и инфраконституционни материя. От 1993 до 1995 е член на Камарата за социални права и контрол на административните актове. Бил е координатор на работна група за разследване на престъпления срещу икономическия ред към Втора камара за координация и ревизия – криминална, на която е член между 2011 – 2012 г. През 2018 е назначен на длъжността координатор на Трета камара за координация и ревизия за икономическия ред и потребителите, в която е работил през 2008 – 2014 г. Бил е член на Институционалния съвет и на Висшия съвет на Федералната прокуратура. От 2011 е и главен субпрокурор на Републиката.
Между 2008 и 2010 представлява Федералната прокуратура в Административния съвет за икономическа защита.

## Главен прокурор на Републиката
На 5 септември 2019 г. президентът Жаир Болсонаро номинира Аугусто Арас за главен прокурор на Бразилия. Номинацията на Арас е първата такава от 2003 г., при която президентът не посочва нито едно име от листата с трима кандидати, предложени за ръководител на Прокуратурата от Асоциацията на федералнуте прокурори на страната. От 2001 г. в Бразилия е установена практиката Асоциацията на федералните прокурори да провежда вътрешни избори и да предлага на президента листа с тримата кандидати за поста Главен прокурор, които са спечелили най-много от гласовете на своите колеги. Целта на тази практика е да се сведе до минимум рискът от политически влияние върху Прокуратурата. С номинацията на Арас Болсонаро не се съобразява с желанието на прокурорите и номинира личност, която смята за идеологически по-близка до правителството. Една от причините да номинира Арас президентът обяснява с факта, че Арас споделя мнението, че грижите за околната среда не трябва да пречат на селскостопанското развитие. На 25 септември Сенатът одобрява номинацията на Арас с мнозинство от 68 гласа срещу 10 против. По време на изслушването си пред Сената Арас защитава независимостта на властите в страната, но отказва да изрази открито мнението си относно абортите и хомосексуалните бракове. Арас встъпва официално в длъжност на 26 септември 2019 г.
На 20 юли 2021 г., само месец преди края на мандата на Арас,  президентът Болсонаро съобщава, че предлага на Федералния сенат да одобри Аугусто Арас за втори мандат като главен прокурор. И този път президентът не се съобразява с листата с трима кандидати за поста, избрани от Асоциацията на федералните прокурори, в която името на Арас не фигурира. На 24 август 2021 г. Федералният сенат одобрява втората номинация на Арас за главен прокурор с мнозинство от 55 гласа "за" при необходима подкрепа от минимум 41 гласа.